# Cotonsport Garoua
Der Coton Sport Football Club de Garoua ist ein kamerunischer Fußballverein aus Garoua in der Nord-Provinz. Mit 18 Meisterschaften ist Cotonsport Garoua Rekordmeister Kameruns.

## Geschichte
Seit dem Aufstieg in die Première Division 1993 hat sich der 1986 gegründete Klub zu einem der erfolgreichsten Vereine Kameruns entwickelt. Auf Anhieb gelang 1994 die Vizemeisterschaft und auch in den folgenden Jahren gehörte die Mannschaft jeweils zur Spitzengruppe. 1997 gelang erstmals der Gewinn der Landesmeisterschaft, in der folgenden Saison die Titelverteidigung.
1999 stand Coton Sport erstmals im Pokalfinale, musste sich aber Canon Yaoundé mit 1:2 geschlagen geben. Nach zwei Vizemeisterschaften beendete der Klub 2001 die Meisterschaft erneut als Erster. 2002 musste man dann Canon Yaoundé den Vortritt lassen, gewann aber seit 2003 viermal in Folge den Titel. Zudem gelang 2003 und 2004 das Double, da im Pokalfinale zunächst Sable Batié mit 2:1 und in der folgenden Spielzeit Union Douala mit 1:0 besiegt wurde.
Bei der letzten Ausspielung des CAF Cups 2003 stand Coton Sport im Finale, musste sich aber nach einer 0:2-Niederlage im Hinspiel und einem 0:0-Unentschieden auf eigenem Platz Raja Casablanca geschlagen geben. 2008 erreichte die Mannschaft das Finale der CAF Champions League, unterlag dort jedoch al Ahly Kairo.

## Präsidenten
- 1986–1987: Madala Camille
- 1987–1989: Emmanuel Din
- 1989–1992: Pierre Kaptene
- 1992–1999: Gilbert Maina
- 1999–2001: Gabriel Mbairobe
- seit 2001: Pierre Kaptene

## Erfolge

### National
- Kamerunischer Meister (17): 1997, 1998, 2001, 2003, 2004, 2005, 2006, 2007, 2008, 2010, 2011, 2013, 2014, 2015, 2018, 2021, 2022, 2023
- Kamerunischer Pokalsieger (6): 2003, 2004, 2007, 2008, 2011, 2014, 2022
- Kamerunischer Pokalfinalist (1): 1999

### International
- CAF-Champions-League-Finalist (1): 2008
- CAF-Cup-Finalist (1): 2003

## Trainerchronik
Stand: Dezember 2022
| Trainer               | Nation              | von              | bis              |
| --------------------- | ------------------- | ---------------- | ---------------- |
| Lamine N’Diaye        | Senegal             | 1. Juli 2000     | 30. Juni 2006    |
| Bonaventure Djonkep   | Kamerun             | 1. Juli 2001     | 30. Juni 2003    |
| Denis Lavagne         | Frankreich          | 1. Juli 2007     | 30. Juni 2008    |
| Denis Lavagne         | Frankreich          | 1. Juli 2009     | 25. Oktober 2011 |
| Sébastien Desabre     | Frankreich          | 19. Oktober 2012 | 4. November 2013 |
| Didier Gomes Da Rosa  | Frankreich Portugal | 1. Juli 2014     | 30. Oktober 2015 |
| Lionel Soccoia        | Frankreich          | 31. Oktober 2015 | 30. Juni 2016    |
| Minkréo Birwé         | Kamerun             | 30. Januar 2017  | 26. Februar 2018 |
| Bertin Ebwellé        | Kamerun             | 13. März 2018    | 20. März 2019    |
| Aboubakar Souleymanou | Kamerun             | 26. Februar 2020 | heute            |

## Ehemalige Spieler
- Vincent Aboubakar (kamerunischer Nationalspieler)
- Nicolas Alnoudji (ehemaliger kamerunischer Nationalspieler)
- Brahim Al Hadj (ehemaliger senegalesischer Junioren-Nationalspieler)
- Abdoulkader Amadou (ehemaliger Nationalspieler von Niger)
- Joseph Atang Thompson (ehemaliger nigerianischer Junioren-Nationalspieler)
- Joel Moise Babanda (ehemaliger kamerunischer Nationalspieler)
- Gustave Bahoken (ehemaliger kamerunischer Nationalspieler)
- Karl Marx Barthélémy (Tchadischer Nationalspieler)
- Gustave Bebbe (ehemaliger kamerunischer Nationalspieler)
- Henri Bienvenu (ehemaliger kamerunischer Nationalspieler)
- Gilles Binya (ehemaliger kamerunischer Nationalspieler)
- Albert Ebossé Bodjongo (wurde in Algerien bei Ausschreitungen getötet)
- Makadji Boukar (ehemaliger kamerunischer Nationalspieler)
- Guy Bwele (ehemaliger kamerunischer Nationalspieler)
- Cheick Oumar Dabo (ehemaliger malischer Nationalspieler)
- Kamilou Daouda (ehemaliger Nationalspieler von Niger)
- Armand Djerabe (ehemaliger Tchadischer Nationalspieler)
- Noel Djondang (ehemaliger Nationalspieler von Niger)
- Wilfried Endzanga (ehemaliger kongolesischer Nationalspieler)
- Joël Epalle (ehemaliger kamerunischer Nationalspieler)
- Anicet Eyanga (ehemaliger kamerunischer Nationalspieler)
- Pape Omar Fayé
- Loïc Feudjou
- Innocent Hamga (ehemaliger kamerunischer Nationalspieler)
- Souleymanou Hamidou (ehemaliger kamerunischer Nationalspieler)
- Mohamadou Idrissou (ehemaliger kamerunischer Nationalspieler)
- Mathurin Kameni (ehemaliger kamerunischer Nationalspieler)
- Salif Kéïta (ehemaliger Nationalspieler von Zentralafrika)
- Abdoul-Moussa Konaté (ehemaliger Nationalspieler von Niger)
- Karim Lancina (ehemaliger Nationalspieler von Niger)
- Jean Makoun (ehemaliger kamerunischer Nationalspieler)
- Chardin Reginald Madida Mfoutou (Nationalspieler von DR Kongo)
- Aka-Adeck Mba (ehemaliger kamerunischer Nationalspieler)
- Janvier Mbarga (ehemaliger kamerunischer Nationalspieler)
- Vital Silvere Mevengue (ehemaliger kamerunischer Nationalspieler)
- Hilare Momi (Nationalspieler von Zentralafrika)
- Arnaud Monkam (ehemaliger kamerunischer Nationalspieler)
- Erwin N'Guema (ehemaliger gabunischer Nationalspieler)
- Andre Ndamé Ndamé
- Pape Ndaw (ehemaliger senegalesischer Junioren-Nationalspieler)
- Joseph Cyrille Ndo (ehemaliger kamerunischer Nationalspieler)
- Sebastien Ndzana Kana (ehemaliger Nationalspieler von Kamerun)
- Daniel Ngom Kome (ehemaliger kamerunischer Nationalspieler)
- Alex Nimely (ehemaliger liberianischer Nationalspieler)
- Yves Ngongang (ehemaliger Spieler von Fortuna Düsseldorf)
- Alain N’Kong (ehemaliger kamerunischer Nationalspieler)
- Ernest Etchi Oben (ehemaliger kamerunischer Nationalspieler)
- Ambroise Opongo (Nationalspieler von Kamerun)
- Baba Ousmaïla
- Brice Owona (ehemaliger kamerunischer Nationalspieler)
- Parfait Palm Sié (Nationalspieler von Burkina Faso)
- Alioum Saidou (ehemaliger kamerunischer Nationalspieler)
- Idrissa Seydou (Nationalspieler von Niger)
- Edgard Salli (kamerunischer Nationalspieler)
- Rabo Saminou (ehemaliger Nationalspieler von Niger)
- Bamba Thiam (ehemaliger senegalesischer Nationalspieler)
- Patrick Tignyemb (ehemaliger kamerunischer Nationalspieler)
- Boris Tongolo (Nationalspieler von Zentralafrika)
- Guy Roger Toindouba (ehemaliger kamerunischer Nationalspieler)
- Fankélé Traoré (ehemaliger Nationalspieler von Niger)
- Lewis Eric Weeks (ehemaliger liberianischer Nationalspieler)
- Pierre Womé (ehemaliger Nationalspieler von Kamerun)
- Eric Zambo (ehemaliger kamerunischer Nationalspieler)
- Herve Xavier Zengue (Nationalspieler von Burkina Faso)
- Brice Zimbori (Nationalspieler Zentralafrika)
- Jacques Zoua